# Eloi Pires Ferreira
Eloi Pires Ferreira (Curitiba) é um cineasta brasileiro .
Formou-se em Jornalismo pela Pontifícia Universidade Católica do Paraná. Estreou como diretor no curta-metragem Vamos junto comer defunto, em 1989. Seu primeiro longa foi O Sal da Terra, de 2008.

## Filmografia

### Diretor
- Vamos junto comer defunto, 1989
- Valdir & Rute, curta, 1997
- Polaco da Nhanha, curta, 2001
- O Sal da Terra, longa, 2008.  Vencedor do Prêmio Margarida de Prata, da Conferência Nacional dos Bispos do Brasil[5]
- Curitiba Zero Grau, longa, 2010

### Produtor
- Aldeia, produtor executivo, curta, 2000
- O Sal da Terra, 2008
- Os Primeiros Desertores, 2009
- Franco – Operação Rapina, 2011, micro-seriado policial, produzido em parceria com a Tigre Filmes e a RPC TV.
- Franco – Operação Paraguai, 2012, micro-seriado policial, produzido em parceria com a Tigre Filmes e a RPC TV.
- A Polaca, 2013, documentário longa-metragem. 80 min.